# Rhenefictus wandae
Genre
Espèce
Synonymes
- Rhene wandae Wang & Li, 2021

Rhenefictus wandae, unique représentant du genre Rhenefictus, est une espèce d'araignées aranéomorphes de la famille des Salticidae.

## Distribution
Cette espèce se rencontre en Chine au Yunnan et au Viêt Nam dans la province de Tuyên Quang,.

## Description
Le mâle holotype mesure 5,26 mm.

## Systématique et taxinomie
Cette espèce a été décrite sous le protonyme Rhene wandae par Wang et Li en 2021. Elle est placée dans le genre Rhenefictus par Caleb, Sanap, Tripathi, Sampathkumar, Dharmara et Packiam en 2022.
Rhenefictus tropicus a été placée en synonymie par Caleb, Sanap, Tripathi, Sampathkumar, Dharmara et Packiam en 2022.

## Étymologie
Cette espèce est nommée en l'honneur de Wanda Wesołowska.

## Publications originales
- Wang & Li, 2021 : « On ten species of jumping spiders from Xishuangbanna, China (Araneae, Salticidae). » ZooKeys, no 1062, p. 123-155 (texte intégral).
- Logunov, 2021 : « Jumping spiders (Araneae: Salticidae) of the Na Hang Nature Reserve, Tuyen Quang Province, Vietnam. » Arachnology, vol. 18, no 9, p. 1021-1055.